# سیارک ۲۴۶۱۳۲
سیارک ۲۴۶۱۳۲ (به انگلیسی: 246132 Lugyny، نامگذاری:2007NM1)۲۴۶۱۳۲مین سیارک کشف شده‌است که در ۰۹ ژوئیه ۲۰۰۷ کشف شد.